# Catharosia valescens
Catharosia valescens là một loài ruồi trong họ Tachinidae.